# Andreas Engqvist
Andreas Engqvist (* 23. Dezember 1987 in Stockholm) ist ein schwedischer Eishockeyspieler, der seit Mai 2017 erneut bei Djurgårdens IF in der Svenska Hockeyligan unter Vertrag steht.

## Karriere
Andreas Engqvist begann seine Karriere als Eishockeyspieler in der Nachwuchsabteilung von Spånga IS, für dessen erste Mannschaft er von 2003 bis 2005 in der viertklassigen Division 2 aktiv war. Anschließend wechselte er zu Djurgårdens IF, für dessen Profimannschaft er von 2005 bis 2010 in der Elitserien, der höchsten schwedischen Spielklasse, auflief. Daraufhin wurde er von den Canadiens de Montréal, bei denen er im Juli 2009 einen Dreijahresvertrag erhalten hatte, zur Saison 2010/11 nach Nordamerika beordert. Dort spielte er in seinem ersten Jahr jedoch fast ausschließlich für Montréals Farmteam Hamilton Bulldogs in der American Hockey League, während er für die Canadiens nur drei Spiele in der National Hockey League bestritt.
Die Saison 2011/12 begann Engqvist im NHL-Team der Canadiens de Montréal, ehe er Ende Oktober 2011 wieder ins Farmteam zu den Hamilton Bulldogs geschickt wurde.
Ab Juni 2012 stand Engqvist bei Atlant Mytischtschi in der Kontinentalen Hockey-Liga unter Vertrag und war dort Assistenzkapitän. Aufgrund finanzieller Probleme von Atlant wurde Engqvist im Dezember 2014 zusammen mit Ondřej Němec gegen eine finanzielle Entschädigung  an den HK ZSKA Moskau abgegeben. Für den ZSKA absolvierte er 15 KHL-Partien, ehe er im Juni 2015 zu Salawat Julajew Ufa wechselte. Bei Salawat absolvierte er 68 KHL-Partien, ehe er im Dezember 2016 aus seinem laufenden Vertrag entlassen wurde.
Erst im Mai 2017 fand er mit Djurgårdens IF einen neuen Verein.

### International
Für Schweden nahm Engqvist an der Weltmeisterschaft 2010 teil, bei der er mit seiner Mannschaft die Bronzemedaille gewann.

## Erfolge und Auszeichnungen
- 2007 Schwedischer U20-Junioren-Vizemeister mit Djurgårdens IF
- 2010 Schwedischer Vizemeister mit Djurgårdens IF

### International
- 2010 Bronzemedaille bei der Weltmeisterschaft

## Karrierestatistik

### International
Vertrat Schweden bei:
- Weltmeisterschaft 2010

(Legende zur Spielerstatistik: Sp oder GP = absolvierte Spiele; T oder G = erzielte Tore; V oder A = erzielte Assists; Pkt oder Pts = erzielte Scorerpunkte; SM oder PIM = erhaltene Strafminuten; +/− = Plus/Minus-Bilanz; PP = erzielte Überzahltore; SH = erzielte Unterzahltore; GW = erzielte Siegtore; 1 Play-downs/Relegation; Kursiv: Statistik nicht vollständig)